# Liste der denkmalgeschützten Objekte in Košice IV-Juh
Die Liste der denkmalgeschützten Objekte in Košice II-Lorinčík enthält die 52 nach slowakischen Denkmalschutzvorschriften geschützten Objekte im Stadtteil Juh der Stadt Košice.

## Denkmäler
| Foto |                 | Denkmal / č. ÚZPF                                            | Standort / Konskr. Nr.                                         | Offizielle Beschreibung                                                 | Beschreibung                                                   | Metadaten                                                           |
| ---- | --------------- | ------------------------------------------------------------ | -------------------------------------------------------------- | ----------------------------------------------------------------------- | -------------------------------------------------------------- | ------------------------------------------------------------------- |
| ja   | Datei hochladen | Bäckerei(sk) ObjektID: 805-4594/1                            | Južná trieda 70 Standort KG: Južné Mesto Konskr.Nr.: 2513,2512 | solitér; Objekt I,baliareň a plnička                                    |                                                                | č. NKP: 805-4594/1 Stand des NKP: Name: PEKÁREŇ                     |
| ja   | Datei hochladen | Schlosserwerkstatt(sk) ObjektID: 805-4594/2                  | Južná trieda 70 Standort KG: Južné Mesto Konskr.Nr.: 40,2514   | solitér; Objekt K,zámočnícka dielňa                                     |                                                                | č. NKP: 805-4594/2 Stand des NKP: Name: DIELŇA ZÁMOČNÍCKA           |
| ja   | Datei hochladen | Lager 1(sk) ObjektID: 805-4594/3                             | Južná trieda 70 Standort KG: Južné Mesto Konskr.Nr.: 40,2512   | solitér; Objekt C,sklad+komora na uhlie                                 | Lager + Kohlehandelskammer                                     | č. NKP: 805-4594/3 Stand des NKP: Name: SKLAD I.                    |
| ja   | Datei hochladen | Lager 2(sk) ObjektID: 805-4594/4                             | Južná trieda 70 Standort KG: Južné Mesto Konskr.Nr.: 40,1573   | solitér; Objekt J,sklad,kancelárie                                      | Lager, Büros                                                   | č. NKP: 805-4594/4 Stand des NKP: Name: SKLAD II.                   |
| ja   | Datei hochladen | Lager 3(sk) ObjektID: 805-4594/5                             | Južná trieda 70 Standort KG: Južné Mesto Konskr.Nr.: 40,1575   | solitér; Objekt D,sklad a obchod                                        | Lager und Geschäft                                             | č. NKP: 805-4594/5 Stand des NKP: Name: SKLAD III.                  |
| ja   | Datei hochladen | Grab mit Grabstein(sk) ObjektID: 805-1325/0                  | Košice 4-Juh 0 KG: Južné Mesto Konskr.Nr.: 0                   | Kukorelli Ľ.; 1914-1944,major                                           | des Ľudovít Kukorelli, Luftwaffenoffizier                      | č. NKP: 805-1325/0 Stand des NKP: Name: HROB S NÁHROBNÍKOM          |
| ja   | Datei hochladen | Soldatenfriedhof(sk) ObjektID: 805-1327/1                    | Košice 4-Juh 0 Standort KG: Južné Mesto Konskr.Nr.: 0          | sov.armáda; 3000 soviet.vojakov                                         | für 3000 sowjetische Soldaten                                  | č. NKP: 805-1327/1 Stand des NKP: Name: CINTORÍN VOJENSKÝ           |
| ja   | Datei hochladen | Denkmal(sk) ObjektID: 805-1327/2                             | Košice 4-Juh 0 Standort KG: Južné Mesto Konskr.Nr.: 0          | sov.armáda; pomník padlým                                               | für die Gefallenen                                             | č. NKP: 805-1327/2 Stand des NKP: Name: POMNÍK                      |
| ja   | Datei hochladen | Gräber mit Grabsteinen(sk) ObjektID: 805-1332/0              | Košice 4-Juh 0 Standort KG: Južné Mesto Konskr.Nr.: 0          | padlí v II.sv.v.; Vojenský cintorín                                     | für Gefallene des WK II, Soldatenfriedhof                      | č. NKP: 805-1332/0 Stand des NKP: Name: HROBY S NÁHROBNÍKMI         |
| ja   | Datei hochladen | Kirche(sk) ObjektID: 805-1136/0                              | Milosrdenstva ul. 31 Standort KG: Južné Mesto Konskr.Nr.: 435  | r.k.P.M.Kráľovnej pokoja; Panny Márie Kráľovnej pokoja                  | römisch-katholische Kirche Jungfrau Maria Königin des Friedens | č. NKP: 805-1136/0 Stand des NKP: Name: KOSTOL                      |
| ja   | Datei hochladen | REMÍZA ObjektID: 805-4595/1                                  | Pri bitúnku ul. 0 Standort KG: Južné Mesto Konskr.Nr.: 2654    | železničná; remíza,rotunda                                              | Lokschuppen                                                    | č. NKP: 805-4595/1 Stand des NKP: Name: REMÍZA                      |
| ja   | Datei hochladen | Wasserturm(sk) ObjektID: 805-4595/3                          | Pri bitúnku ul. 0 Standort KG: Južné Mesto Konskr.Nr.: 2680    | vodáreň; vodárenská veža                                                |                                                                | č. NKP: 805-4595/3 Stand des NKP: Name: VODOJEM                     |
|      | Datei hochladen | Grab mit Grabstein(sk) ObjektID: 805-4589/0                  | Rastislavova ul. 83 KG: Južné Mesto Konskr.Nr.:                | neznámy vojak; Hrob neznámeho vojaka                                    | Grabmal des unbekannten Soldaten                               | č. NKP: 805-4589/0 Stand des NKP: Name: HROB S NÁHROBNÍKOM          |
| ja   | Datei hochladen | Gemeinschaftsgrab mit Grabstein(sk) ObjektID: 805-4590/0     | Rastislavova ul. 83 Standort KG: Južné Mesto Konskr.Nr.:       | popravení antifašisti; hrob obesených antifašistov                      | für gehenkte Antifaschisten                                    | č. NKP: 805-4590/0 Stand des NKP: Name: HROB SPOLOČNÝ S NÁHROBNÍKOM |
| ja   | Datei hochladen | Verwaltungsgebäude(sk) ObjektID: 805-4119/1                  | Rastislavova ul. 43 Standort KG: Južné Mesto Konskr.Nr.: 5067  | chodbová,solitér; objekt I.,býv.centrál.príjem                          |                                                                | č. NKP: 805-4119/1 Stand des NKP: Name: BUDOVA ADMINISTRATÍVNA I.   |
| ja   | Datei hochladen | Krankenhaus(sk) ObjektID: 805-4119/2                         | Rastislavova ul. 43 Standort KG: Južné Mesto Konskr.Nr.: 5066  | chodbová,solitér; objekt II.,chirurgická klinika                        |                                                                | č. NKP: 805-4119/2 Stand des NKP: Name: NEMOCNICA                   |
| BW   | Datei hochladen | Abteilung für Infektionskrankheiten(sk) ObjektID: 805-4119/3 | Rastislavova ul. 43 Standort KG: Južné Mesto Konskr.Nr.: 5069  | chodbový,solitér; objekt III.,magnet.rezonancia                         |                                                                | č. NKP: 805-4119/3 Stand des NKP: Name: PAVILÓN INFEKČNÝCH CHORÔB   |
| BW   | Datei hochladen | Abteilung für Augenheilkunde(sk) ObjektID: 805-4119/4        | Rastislavova ul. 43 Standort KG: Južné Mesto Konskr.Nr.: 5070  | chodbový,solitér; obj.IV.,plast.chir.,očné odd.                         |                                                                | č. NKP: 805-4119/4 Stand des NKP: Name: PAVILÓN OFTAMOLOGICKÝ       |
| ja   | Datei hochladen | Kinderklinik(sk) ObjektID: 805-4119/5                        | Rastislavova ul. 43 Standort KG: Južné Mesto Konskr.Nr.: 5072  | chodbový,solitér; objekt V.,stomatológia                                |                                                                | č. NKP: 805-4119/5 Stand des NKP: Name: PAVILÓN PEDIATRICKÝ         |
| BW   | Datei hochladen | Abteilung für Chirurgie(sk) ObjektID: 805-4119/6             | Rastislavova ul. 43 Standort KG: Južné Mesto Konskr.Nr.: 5071  | chodbový,solitér; obj.VI.-VII.,interná klinika                          | Klinik für Innere Medizin                                      | č. NKP: 805-4119/6 Stand des NKP: Name: PAVILÓN CHIRURGICKÝ         |
| ja   | Datei hochladen | Pathologie(sk) ObjektID: 805-4119/7                          | Rastislavova ul. 43 Standort KG: Južné Mesto Konskr.Nr.: 5075  | solitér; objekt VIII.,ÚDZS                                              |                                                                | č. NKP: 805-4119/7 Stand des NKP: Name: PITEVŇA                     |
| ja   | Datei hochladen | KOTOLŇA ObjektID: 805-4119/8                                 | Rastislavova ul. 43 Standort KG: Južné Mesto Konskr.Nr.: 5076  | solitér; objekt IX.,tech.zázemie                                        |                                                                | č. NKP: 805-4119/8 Stand des NKP: Name: KOTOLŇA                     |
| BW   | Datei hochladen | Wohnheim mit einer Kapelle(sk) ObjektID: 805-4119/9          | Rastislavova ul. 43 Standort KG: Južné Mesto Konskr.Nr.: 5077  | chodbový,solitér; obj.X.,odd.lieč.výživy a strav                        | Abteilung für Ernährung und Diät                               | č. NKP: 805-4119/9 Stand des NKP: Name: UBYTOVŇA S KAPLNKOU         |
| ja   | Datei hochladen | Lungenklinik(sk) ObjektID: 805-4119/10                       | Rastislavova ul. 43 Standort KG: Južné Mesto Konskr.Nr.: 785   | chodbový,solitér; objekt XI.,klinika pneumológie                        |                                                                | č. NKP: 805-4119/10 Stand des NKP: Name: PAVILÓN TBC                |
| ja   | Datei hochladen | Verwaltungsgebäude(sk) ObjektID: 805-4119/11                 | Rastislavova ul. 43 Standort KG: Južné Mesto Konskr.Nr.: 5079  | schodiskový,solitér; obj.XII.,admin.,archív,kniž.                       | Unterlagenarchiv, Bibliothek                                   | č. NKP: 805-4119/11 Stand des NKP: Name: BUDOVA ADMINISTRATÍVNA II. |
| ja   | Datei hochladen | Pförtnerhaus(sk) ObjektID: 805-4119/12                       | Rastislavova ul. 43 Standort KG: Južné Mesto Konskr.Nr.: 5065  | solitér; objekt XIV.,lekáreň                                            | Apotheke                                                       | č. NKP: 805-4119/12 Stand des NKP: Name: VRÁTNICA                   |
| ja   | Datei hochladen | Krankenhaus(sk) ObjektID: 805-4119/13                        | Rastislavova ul. 43 Standort KG: Južné Mesto Konskr.Nr.: 7251  | chodbový,solitér; obj.XV.,VS onkologický ústav                          | Krebsinstitut                                                  | č. NKP: 805-4119/13 Stand des NKP: Name: PAVILÓN NEMOCNIČNÝ         |
| ja   | Datei hochladen | Denkmal(sk) ObjektID: 805-4551/0                             | Rastislavova ul. 83 Standort KG: Južné Mesto Konskr.Nr.:       | padlí v I.sv.v.; pomník padlým v I.sv.vojne                             | für die gefallenen Sowjetsoldaten des WK I                     | č. NKP: 805-4551/0 Stand des NKP: Name: POMNÍK                      |
| ja   | Datei hochladen | Denkmal(sk) ObjektID: 805-4552/0                             | Rastislavova ul. 83 Standort KG: Južné Mesto Konskr.Nr.:       | talianski vojaci; Pomník talianskym vojakom                             | für italienische Soldaten                                      | č. NKP: 805-4552/0 Stand des NKP: Name: POMNÍK                      |
| BW   | Datei hochladen | Gemeinschaftsgrab mit Grabstein(sk) ObjektID: 805-4591/0     | Rastislavova ul. 83 Standort KG: Južné Mesto Konskr.Nr.:       | popravení antifašisti; Obete-Ťahanovský tunel                           | für Opfer im Ťahanovskýtunnel                                  | č. NKP: 805-4591/0 Stand des NKP: Name: HROB SPOLOČNÝ S NÁHROBNÍKOM |
| BW   | Datei hochladen | Grab mit Grabstein(sk) ObjektID: 805-4593/0                  | Rastislavova ul. 83 Standort KG: Južné Mesto Konskr.Nr.:       | Prídavok Anton; 1904-1945,spisovateľ,rozhl.pra                          | Anton Prídavok, Schriftsteller                                 | č. NKP: 805-4593/0 Stand des NKP: Name: HROB S NÁHROBNÍKOM          |
| ja   | Datei hochladen | Trauerhaus(sk) ObjektID: 805-11826/1                         | Rastislavova ul. 87 Standort KG: Južné Mesto Konskr.Nr.:       | solitér - obradná sieň,ceremoniálna hala (židovský cintorín)            |                                                                | č. NKP: 805-11826/1 Stand des NKP: 2012-02-24 Name: DOM SMÚTKU      |
| ja   | Datei hochladen | Grabkapelle(sk) ObjektID: 805-11826/2                        | Rastislavova ul. 87 Standort KG: Južné Mesto Konskr.Nr.:       | Halberstamm Abraham Šalom - rabínsky ohel,Stropkovský rebe              |                                                                | č. NKP: 805-11826/2 Stand des NKP: Name: KAPLNKA POHREBNÁ           |
| ja   | Datei hochladen | Grabkapelle(sk) ObjektID: 805-11826/3                        | Rastislavova ul. 87 Standort KG: Južné Mesto Konskr.Nr.:       | Frankfurter Jakob - ohel s hrobom rabína (židovský cintorín)            |                                                                | č. NKP: 805-11826/3 Stand des NKP: Name: KAPLNKA POHREBNÁ           |
| ja   | Datei hochladen | Grabkapelle(sk) ObjektID: 805-11826/4                        | Rastislavova ul. 87 Standort KG: Južné Mesto Konskr.Nr.:       | Engel Šamuel - rabínsky ohel, Radomyšler rav (židovský cintorín)        |                                                                | č. NKP: 805-11826/4 Stand des NKP: Name: KAPLNKA POHREBNÁ           |
| ja   | Datei hochladen | Grabkapelle(sk) ObjektID: 805-11826/5                        | Rastislavova ul. 87 Standort KG: Južné Mesto Konskr.Nr.:       | Brach Šaul - ohel s hrobom rabína Š.Bracha (židovský cintorín)          |                                                                | č. NKP: 805-11826/5 Stand des NKP: Name: KAPLNKA POHREBNÁ           |
| ja   | Datei hochladen | Grabkapelle(sk) ObjektID: 805-11826/6                        | Rastislavova ul. 87 Standort KG: Južné Mesto Konskr.Nr.:       | Horowitz Aharon - rabínsky ohel,Bajčer rav (židovský cintorín)          |                                                                | č. NKP: 805-11826/6 Stand des NKP: Name: KAPLNKA POHREBNÁ           |
| ja   | Datei hochladen | Grabkapelle(sk) ObjektID: 805-11826/7                        | Rastislavova ul. 87 Standort KG: Južné Mesto Konskr.Nr.:       | Singer David,Margaliot E.Z. ohel s hrobmi 2 rabínov (židovský cintorín) |                                                                | č. NKP: 805-11826/7 Stand des NKP: Name: KAPLNKA POHREBNÁ           |
| ja   | Datei hochladen | Grabkapelle(sk) ObjektID: 805-11826/8                        | Rastislavova ul. 87 Standort KG: Južné Mesto Konskr.Nr.:       | rod.Jungreisz - ohel s hrobmi 3 rabínov (židovský cintorín)             |                                                                | č. NKP: 805-11826/8 Stand des NKP: Name: KAPLNKA POHREBNÁ           |
|      | Datei hochladen | Grabstele mit Urne und Buch(sk) ObjektID: 805-11826/9        | Rastislavova ul. 87 KG: Južné Mesto Konskr.Nr.:                | Bárkány Marie - náhrobok herečky Márie Bárkány (židovský cintorín)      |                                                                | č. NKP: 805-11826/9 Stand des NKP: Name: NÁHROBOK S URNOU A KNIHOU  |
| ja   | Datei hochladen | Grabstele(sk) ObjektID: 805-11826/10                         | Rastislavova ul. 87 Standort KG: Južné Mesto Konskr.Nr.:       | Feld Ľudovít - náhrobok výtvarníka Ľ.Felda (židovský cintorín)          |                                                                | č. NKP: 805-11826/10 Stand des NKP: Name: NÁHROBOK                  |
| ja   | Datei hochladen | Grabstele(sk) ObjektID: 805-11826/11                         | Rastislavova ul. 87 KG: Južné Mesto Konskr.Nr.:                | Bárkány Miklós - náhrobok Miklósa Bárkányho (židovský cintorín)         |                                                                | č. NKP: 805-11826/11 Stand des NKP: Name: NÁHROBOK                  |
| BW   | Datei hochladen | SÝPKA ObjektID: 805-11268/0                                  | Fejova ul. 1 Standort KG: Skladná Konskr.Nr.: 1528             | nárožná; Sklad krmív                                                    | Der Laden an der Ecke                                          | č. NKP: 805-11268/0 Stand des NKP: Name: SÝPKA                      |
| BW   | Datei hochladen | Krankenhaus(sk) ObjektID: 805-1133/1                         | Južná trieda 2 Standort KG: Skladná Konskr.Nr.: 1549,1551      | solitér; domov dôchodcov                                                | Altenheim                                                      | č. NKP: 805-1133/1 Stand des NKP: Name: ŠPITÁL                      |
| ja   | Datei hochladen | Kirche(sk) Heilig-Geist-Spital (Košice) ObjektID: 805-1133/2 | Južná trieda 2 Standort KG: Skladná Konskr.Nr.: 1550           | r.k.sv.Ducha; špitálsky kostol sv.Ducha                                 | römisch-katholische Krankenhauskirche zum Heiligen Geist       | č. NKP: 805-1133/2 Stand des NKP: Name: KOSTOL                      |
| BW   | Datei hochladen | Haus des Kommandeurs(sk) ObjektID: 805-4118/1                | Požiarnická ul. 4 Standort KG: Skladná Konskr.Nr.: 1495        | radový; služob.byt,hasičská poisťovňa                                   | Wohnungen, Feuer-Versicherungs-Gesellschaft                    | č. NKP: 805-4118/1 Stand des NKP: Name: DOM VELITEĽA                |
| BW   | Datei hochladen | Garage(sk) ObjektID: 805-4118/2                              | Požiarnická ul. 4 Standort KG: Skladná Konskr.Nr.: 1495        | radové; garáže s pohotovostnými priest                                  | Garage für Feuerwehreinsatzfahrzeuge                           | č. NKP: 805-4118/2 Stand des NKP: Name: GARÁŽE                      |
| BW   | Datei hochladen | Verwaltungsgebäude(sk) ObjektID: 805-4118/3                  | Požiarnická ul. 4 Standort KG: Skladná Konskr.Nr.: 1495        | nárožná                                                                 | Eckhaus, Feuerwehr                                             | č. NKP: 805-4118/3 Stand des NKP: Name: BUDOVA ADMINISTRATÍVNA      |
| BW   | Datei hochladen | Fabrik(sk) ObjektID: 805-1323/0                              | Štúrova ul. 8 Standort KG: Skladná Konskr.Nr.: 4               | nárožná; meštiansky dom                                                 | Eckhaus, Stadthaus                                             | č. NKP: 805-1323/0 Stand des NKP: Name: TOVÁREŇ                     |
| BW   | Datei hochladen | Verwaltungsgebäude(sk) ObjektID: 805-1321/0                  | Štúrova ul. 10 Standort KG: Skladná Konskr.Nr.: 5              | pavlačová,nárožná; Obv.odd. Policajného zboru                           | Eckhaus, Polizei                                               | č. NKP: 805-1321/0 Stand des NKP: Name: BUDOVA ADMINISTRATÍVNA      |
| BW   | Datei hochladen | Torhaus(sk) ObjektID: 805-4597/1                             | Štúrova ul. 44-46 Standort KG: Skladná Konskr.Nr.:             | radová; objekt č.1,vrátnica továrne                                     | Reihenhaus, der Fabrik                                         | č. NKP: 805-4597/1 Stand des NKP: Name: VRÁTNICA                    |
| BW   | Datei hochladen | Verwaltungsgebäude(sk) ObjektID: 805-4597/2                  | Štúrova ul. 44-46 Standort KG: Skladná Konskr.Nr.: 23          | chodbová,nárožná; objekt č.2,administratíva                             | Eckhaus, Verwaltung                                            | č. NKP: 805-4597/2 Stand des NKP: Name: BUDOVA ADMINISTRATÍVNA      |
| BW   | Datei hochladen | BUDOVA ObjektID: 805-4597/3                                  | Štúrova ul. 44-46 Standort KG: Skladná Konskr.Nr.:             | solitér; objekt č.3,dielne,sklady,admin                                 | Werkstätten, Lagerhallen, Verwaltung                           | č. NKP: 805-4597/3 Stand des NKP: Name: BUDOVA                      |
| BW   | Datei hochladen | Produktionshalle(sk) ObjektID: 805-4597/4                    | Štúrova ul. 44-46 Standort KG: Skladná Konskr.Nr.:             | solitér; objekt č.4,montáž.hala turbín                                  | Turbinenhalle                                                  | č. NKP: 805-4597/4 Stand des NKP: Name: HALA VÝROBNÁ                |
| BW   | Datei hochladen | Produktionshalle(sk) ObjektID: 805-4597/5                    | Štúrova ul. 44-46 Standort KG: Skladná Konskr.Nr.:             | objekt č.5,nová kotliareň                                               | neuer Kessel                                                   | č. NKP: 805-4597/5 Stand des NKP: Name: HALA VÝROBNÁ                |
| BW   | Datei hochladen | Produktionshalle(sk) ObjektID: 805-4597/6                    | Štúrova ul. 44-46 Standort KG: Skladná Konskr.Nr.:             | objekt č.6,zlievareň                                                    | Gießerei                                                       | č. NKP: 805-4597/6 Stand des NKP: Name: HALA VÝROBNÁ                |
| BW   | Datei hochladen | Produktionshalle(sk) ObjektID: 805-4597/7                    | Štúrova ul. 44-46 Standort KG: Skladná Konskr.Nr.:             | objekt č.7,montážna hala                                                | Montagehalle                                                   | č. NKP: 805-4597/7 Stand des NKP: Name: HALA VÝROBNÁ                |
| BW   | Datei hochladen | Gebäude(sk) ObjektID: 805-4597/8                             | Štúrova ul. 44-46 Standort KG: Skladná Konskr.Nr.:             | pavlačová; objekt č.8,dielňa,administrat.                               | Werkstatt, Verwaltung                                          | č. NKP: 805-4597/8 Stand des NKP: Name: BUDOVA                      |
| BW   | Datei hochladen | Lager(sk) ObjektID: 805-4597/9                               | Štúrova ul. 44-46 Standort KG: Skladná Konskr.Nr.:             | objekt č.9,býv.garáže a dielne                                          | Garagen und Werkstätten                                        | č. NKP: 805-4597/9 Stand des NKP: Name: SKLAD                       |
| BW   | Datei hochladen | Werkstatt(sk) ObjektID: 805-4597/10                          | Štúrova ul. 44-46 Standort KG: Skladná Konskr.Nr.:             | objekt č.10,dielne a admin.                                             |                                                                | č. NKP: 805-4597/10 Stand des NKP: Name: DIELNE                     |
| BW   | Datei hochladen | Kindergarten(sk) ObjektID: 805-11472/1                       | Žižkova ul. 4 Standort KG: Skladná Konskr.Nr.: 1873            | solitér; materská škôlka,kisdedovó                                      |                                                                | č. NKP: 805-11472/1 Stand des NKP: Name: ŠKOLA MATERSKÁ             |
| BW   | Datei hochladen | Zaun mit Tor(sk) ObjektID: 805-11472/2                       | Žižkova ul. 4 Standort KG: Skladná Konskr.Nr.: 1873            | stĺpový plot s kovovou bránou                                           | Säulen mit Metallgatterzaun                                    | č. NKP: 805-11472/2 Stand des NKP: Name: OPLOTENIE S BRÁNOU         |
| BW   | Datei hochladen | Garten(sk) ObjektID: 805-11472/3                             | Žižkova ul. 4 Standort KG: Skladná Konskr.Nr.: 1873            |                                                                         |                                                                | č. NKP: 805-11472/3 Stand des NKP: Name: ZÁHRADA                    |

## Legende
Die Tabelle enthält im Einzelnen folgende Informationen:
| Foto:                    | Fotografie des Denkmals. |
| Denkmal / č. ÚZPF:       | Die Übersetzung der Bezeichnung des Denkmals, wie sie vom Slowakischen Denkmalamt (Pamiatkový úrad Slovenskej republiky) verwendet wird. Die Originalbezeichnung ist unter dem Fragezeichen angegeben. Fehlt die Übersetzung, so wird die Originalbezeichnung direkt angezeigt. Weiters ist die Objekt-Identifikationsnummer (Objekt ID) angeführt. Sie ist die offizielle, in der Slowakei eindeutige Nummer č. ÚZPF inklusive der zugehörigen Zählnummer, wie sie in den Daten des Denkmalamtes angegeben wird. Da diese nur innerhalb eines Landkreises gezählt wird, ist dessen Nummer der Denkmalnummer vorangestellt. |
| Standort:                | Wenn in der Liste vorhanden, ist die Adresse angegeben. In Klammern kann sich noch eine zusätzliche Adresse befinden, wenn es beispielsweise ein Eckhaus ist. Bei freistehenden Objekten ohne Adresse (zum Beispiel bei Bildstöcken) ist eine Adresse angegeben, die in der Nähe des Objekts liegt. Durch Aufruf des Links Standort wird die Lage des Denkmals in verschiedenen Kartenprojekten angezeigt. Darunter sind die Katastralgemeinde (KG) und, wenn vorhanden, die Konskriptionsnummer (Konskr. Nr.) angegeben.                                                                                                   |
| Offizielle Beschreibung: | Es ist die Kurzbeschreibung auf Slowakisch, wie sie in den offiziellen Listen angegeben ist, eingetragen. |
| Beschreibung:            | Kurze Angaben zum Denkmal auf Deutsch. |
| Metadaten:               | Zusätzlich werden, wenn in den persönlichen Einstellungen das Helferlein Dauerhaftes Einblenden von Metadaten aktiviert ist, ebensolche angezeigt. |

- Karte mit allen Koordinaten:
- OSM |
- WikiMap